# 若者と死
『若者と死』（わかものとし、原題：Le Jeune Homme et La Mort）は、1946年に初演されたバレエである。

## 概要
ローラン・プティが、ジャン・コクトーの台本により、バッハの『パッサカリアとフーガ ハ短調』 BWV 582に振り付けた1幕のバレエ作品。若者が無情な女に翻弄され、死へと誘われる筋書きである。
舞台装置はジョルジュ・ヴァケヴィッチ（1907年 - 1984年）、衣装はバルバラ・カリンスカ（1886年 - 1983年）が手がけた。
プティは当初、「若い女」に後に彼の妻となるジジ・ジャンメールを起用する意向だったが、実際には「若者」にジャン・バビレ、「若い女」にはナタリー・フィリパール（Nathalie Philippart）が配役され、1946年6月25日にバレエ・デ・シャンゼリゼ（Ballets des Champs-Elysées）が初演した。
1951年にはアメリカン・バレエ・シアターでも上演され、1975年にはミハイル・バリシニコフによりリバイバルされた。
この作品はマルセイユ・バレエ団（1984年）、パリ・オペラ座バレエ団（1990年）、ボリショイ・バレエ団（1998年）などで上演されている。日本でも牧阿佐美バレヱ団、Kバレエカンパニーのレパートリーに入っている。

## あらすじ
舞台はパリ。
いかにも貧しげな屋根裏部屋で、若者は女を待っている。部屋には画材と絵画が置いてあり、彼が芸術を志している事が見て取れる。なかなか姿を現さない女に、若者は苛立ちを募らせていく。やがてドアが開き、黄色のドレスに黒手袋の女が部屋に入ってくる。若者は女を抱きしめようとするが、女は冷然とそれを拒絶する。若者と女は争いになり、若者は逃げる女を追う。
女はあくまでも若者を拒絶し、咥えたタバコの煙を彼に吹きかけ嘲笑する。なおも若者は女に迫るが、女は彼を蹴り飛ばす。床に倒れた若者は、女と揉み合いになり、2人は床を転げ回る。争いの中で女は甘く誘うかと思えば、次の瞬間冷酷に突き離し侮辱し、若者を翻弄する。
激しい争いの末に疲れ果て倒れてしまった若者を、女は無理やり抱き起こし椅子に座らせると、柱に絞首縄を用意する。そして若者に縄を指し示して突き飛ばし、部屋から立ち去る。女に去られて絶望した若者は荒れ、椅子を投げ飛ばす。やがて頭上にぶら下がる縄を凝視し、引き寄せられるように踏み台に登り、自ら首を吊ってしまう。
若者が絶命すると、舞台背景が屋根裏部屋からエッフェル塔の見えるパリの夜景を臨む屋上に変わる。そこへ白いドレスに赤いマントを纏い髑髏のような仮面をつけた死神が現れ、片手を上げると若者は命令されたように自ら縄を外し降りてくる。そして死神は仮面を外すが、仮面の下から現れた顔はあの女だった。女は死の仮面を若者の顔に着けると腕を前方に伸ばし、決然といずこかを指差す。若者は仮面を付けたまま示された方へふらふらと歩み始め、舞台後方の屋上を夜空へ向かって歩を進める。女は彼の後に従い、彼が進む方向を再び指差し、幕となる。

## DVD
- パリ・オペラ座バレエ「カルメン」/「若者と死」（2005年、ニコラ・ル・リッシュ、マリ=アニエス・ジロ他）
- 熊川哲也「若者と死」（2006年、熊川哲也、ダーシー・バッセル）